# Апріоризм
Апріоризм — це вчення Канта про пізнання, спирається на його концепцію про створення суджень. Знання завжди виявляють себе у формі судження, в якій думкою фіксується відношення чи зв'язок між поняттями — суб'єктом і предикатом судження. Існують два різновиди такого зв'язку. В одних судженнях предикат не дає нового знання про предмет порівняно із знанням, яке фіксоване у понятті «суб'єкт». Такі судження Кант називає «аналітичними». У других — зв'язок між суб'єктом і предикатом не випливає з розгляду поняття «суб'єкт», а предикат об'єднується із суб'єктом. Такі судження Кант назвав «синтетичними». У свою чергу синтетичні судження поділяються на два класи: в одному зв'язок предиката і суб'єкта мислиться відповідно до даних досвіду (такі судження називаються «апостеріорними»), у другому зв'язок мислиться як незалежний від досвіду, передуючий досвідові (такі судження називаються «апріорними»).
У математиці, філософії, природознавстві апріорні судження займають визначальне місце. Тому Кант ставить три питання: 1) як можливі такі судження в математиці; 2) як вони можливі в теоретичному природознавстві; 3) як вони можливі в «метафізиці».
Вирішення цих питань Кант пов'язує з дослідженнями трьох головних пізнавальних властивостей: 
1. чуттєвості;
2. розуму;
3. розсуду.

Чуттєвість — здатність до почуттів, розум — здатність до умовиводів, які доходять до ідеї, розсуд — здатність до понять і суджень. «Ідеї» — поняття про єдність обумовлених явищ.
Кожна з пізнавальних властивостей розглядається Кантом крізь проблему апріорності. Проведене дослідження уможливило зробити йому висновок, що існують апріорні форми чуттєвості (простір і час), апріорні форми розсуду (категорії). Спроба знайти апріорні форми розуму призвела до висновку про існування антиномій розуму.
Розглядаючи математичне знання не як поняття, а як чуттєве споглядання, або наочне уявлення (чуттєва «інтуїція»), вирішуючи питання синтезу суб'єкта і предиката, Кант розділяє математику на дві форми: чуттєве споглядання простору (геометрія) та чуттєве споглядання змін у часі (арифметика). Простір — апріорна форма чуттєвого споглядання. Саме апріорність надає спогляданням просторових форм форму загальності та необхідності. Час — пріорна форма чуттєвого споглядання змін, яка надає послідовностям подій загальності та необхідності. Беззастережна загальність і необхідність істин у математиці не відноситься до предметів навколишнього світу: вона має значення для нашого мислення, вона спрямовує мислення до істинного результату.